# Meute (Odenthal)
Meute ist ein Wohnplatz in Oberodenthal in der Gemeinde Odenthal  im Rheinisch-Bergischen Kreis.

## Lage und Beschreibung
Meute liegt im Scherfbachtal am Meuter Bach.

## Geschichte
Die Topographia Ducatus Montani des Erich Philipp Ploennies, Blatt Amt Miselohe, belegt, dass der Wohnplatz 1715 als Hof kategorisiert wurde und mit Meuden bezeichnet wurde.
Carl Friedrich von Wiebeking benennt die Hofschaft auf seiner Charte des Herzogthums Berg 1789 ebenfalls als Meuden. Aus ihr geht hervor, dass Meute zu dieser Zeit Teil von Oberodenthal in der Herrschaft Odenthal war.
Unter der französischen Verwaltung zwischen 1806 und 1813 wurde die Herrschaft aufgelöst und Meute wurde politisch der Mairie Odenthal im Kanton Bensberg zugeordnet. 1816 wandelten die Preußen die Mairie zur Bürgermeisterei Odenthal im Kreis Mülheim am Rhein.
Der Ort ist auf der Preußischen Uraufnahme von 1840 als Mäte verzeichnet. Ab der Preußischen Neuaufnahme von 1892 ist er auf Messtischblättern regelmäßig als Meute oder ohne Namen verzeichnet.
| Jahr | Einwohner | Wohn- gebäude | Kategorie                |
| ---- | --------- | ------------- | ------------------------ |
| 1830 | 7         |               | Ackergut                 |
| 1845 | 24        | 3             | Wassermühle und Ackergut |
| 1871 | 13        | 2             | Hofstelle                |
| 1885 | 19        | 4             | Wohnplatz                |
| 1895 | 8         | 2             | Wohnplatz                |
| 1905 | 11        | 1             | Wohnplatz                |

## Meutemühle
Unterhalb von Meute ist die Meutemühle, eine Mühle am Meuter Bach und Wohnplatz in Odenthal. Die Mühle wurde 1820 gebaut. Der Ort ist auf der Preußischen Uraufnahme von 1840 als Mäter Mühle verzeichnet. Ab der Preußischen Neuaufnahme von 1892 ist er auf Messtischblättern regelmäßig als Meutemühle, Mühle oder ohne Namen verzeichnet.
1895 wohnten in dem Ort sechs Einwohner in einem Haus.
Die Mühle selbst wurde 1965 stillgelegt, ist allerdings Stand 1998 noch funktionstüchtig. Sie ist als Nr. 32 in der Liste der Baudenkmäler in Odenthal eingetragen.